# Équipe de Tchécoslovaquie féminine de hockey sur glace
Cet article traite de l'équipe féminine. Pour l'équipe masculine, voir Équipe de Tchécoslovaquie de hockey sur glace.
L'équipe de Tchécoslovaquie féminine de hockey sur glace est la sélection nationale de la Tchécoslovaquie regroupant les meilleures joueuses tchécoslovaques de hockey sur glace féminin lors des compétitions internationales. Elle évolue de 1988 à 1992, année de la séparation du pays en République tchèque et Slovaquie. Au cours de son existence, elle dispute 13 parties et deux Championnats d'Europe.

## Historique
À la fin des années 1980, le hockey féminin se développe avec l'organisation de tournois internationaux. La Tchécoslovaquie forme alors sa propre sélection qui joue sa première rencontre le 2 avril 1988 à Beroun, une défaite 8-1 face à la Suisse.
En mars 1989, les Tchécoslovaques disputent contre la France deux rencontres qualificatives pour le premier Championnat d'Europe. Après un score nul, elles remportent leur première victoire 4-1, et obtiennent leur place pour le tournoi joué le mois suivant en Allemagne de l'Ouest. Lors du premier tour, l'équipe perd toutes ses parties, enregistrant notamment la plus lourde défaite de son histoire 34 buts à rien face à la Finlande. Reversée dans le tournoi pour la cinquième place, synonyme de Championnat du monde, la Tchécoslovaquie voit ses chances disparaitre après son revers contre à la Suisse et se classe finalement septième sur huit équipes suivant son succès sur les Pays-Bas.
Inactive en 1990, la sélection réapparait l'année suivante pour le Championnat d'Europe joué à domicile dans les villes de Frýdek-Místek et Havířov. Comme deux ans auparavant, les Tchécoslovaques ne remportent aucune rencontre durant le premier tour et terminent avant-dernières de leur groupe grâce à un but marqué de plus que la Britanniques avec lesquelles elles ont fait match nul. L'équipe conclut son tournoi avec une ultime défaite contre la France et se classe huitième sur dix.
La Tchécoslovaquie ne joue pas durant 1992. À la fin de l'année le pays se sépare en deux. La sélection disparait alors et est remplacée par les équipes de République tchèque et de Slovaquie.

## Résultats

### Championnats d'Europe
- 1989 — Septième
- 1991 — Huitième

### Liste des rencontres
La Tchécoslovaquie a disputé un total de treize rencontres entre 1988 et 1991 pour un bilan de 2 victoires, 9 défaites et 2 scores nuls, inscrivant 20 buts et encaissant 102,.
| Équipe          | PJ | V | D | N | BP | BC  | Diff |
| --------------- | -- | - | - | - | -- | --- | ---- |
| Allemagne       | 2  | 0 | 2 | 0 | 1  | 24  | -23  |
| Danemark        | 2  | 0 | 2 | 0 | 0  | 9   | -9   |
| Finlande        | 1  | 0 | 1 | 0 | 0  | 34  | -34  |
| France          | 3  | 1 | 1 | 1 | 6  | 4   | +2   |
| Grande-Bretagne | 1  | 0 | 0 | 1 | 2  | 2   | 0    |
| Pays-Bas        | 1  | 1 | 0 | 0 | 7  | 1   | +6   |
| Suède           | 1  | 0 | 1 | 0 | 0  | 15  | -15  |
| Suisse          | 2  | 0 | 2 | 0 | 4  | 17  | -13  |
| Total           | 13 | 2 | 9 | 2 | 20 | 102 | -82  |